# Helena da Bulgária (rainha da Sérvia)
Helena da Bulgária (em búlgaro:  Елена Българска; em sérvio:  Јелена - Jelena) era filha de Esracimir de Kran e Ceratza Petritza, irmã do tsar João Alexandre da Bulgária.

## História
Em 19 de abril de 1332, no feriado da Páscoa, Helena casou-se com o rei sérvio Estêvão Uresis IV. O casamento foi arranjado como parte do tratado de paz firmado entre o Império Búlgaro e o Reino da Sérvia. Deste casamento nasceu um filho, Estêvão Uresis V e uma filha, Irene (Irina). De acordo com John V. A. Fine Jr., esta é a mesma "Irene" esposa de Gregório Prealimpo, o governador sérvio da Tessália que morreu no final de 1355 ou início de 1356. Deste casamento, nasceu Tomás II Preljubović, déspota de Epiro entre 1367 e 1384. Ela casou-se depois com Radoslau Hlapen, senhor de Castória e Edessa.
Helena era vivia em Veneza em 1350 e foi regente da Sérvia entre 1355 e 1356.
Com a morte do marido, Helena herdou parte de suas terras na Bulgária entre o baixo Vardar e o Mesta. Além disso, ela também recebeu a península Calcídica e sua corte se reunia em Serres. Em 1359, Helena se retirou para um mosteiro e adotou o nome monástico de Elisaveta, mas continuou ativa na política sérvia.